# Ursule, Sjenica
Ursule (izvirno srbsko Урсуле) je naselje v Srbiji, ki upravno spada pod Občino Sjenica; slednja pa je del Zlatiborskega upravnega okraja.

## Demografija
V naselju, katerega izvirno (srbsko-cirilično) ime je Урсуле, živi 241 polnoletnih prebivalcev, pri čemer je njihova povprečna starost 35,9 let (35,5 pri moških in 36,4 pri ženskah). Naselje ima 72 gospodinjstev, pri čemer je povprečno število članov na gospodinjstvo 4,53.
|  |

| Demografija | Demografija     | Demografija     |
| Leto        | Št. prebivalcev | Št. prebivalcev |
| ----------- | --------------- | --------------- |
|             |                 |                 |
|             |                 |                 |
|             |                 |                 |
|             |                 |                 |
| 1948        | 856             |                 |
| 1953        | 911             |                 |
| 1961        | 920             |                 |
| 1971        | 784             |                 |
| 1981        | 757             |                 |
| 1991        | 582             | 582             |
| 2002        | 361             | 326             |
|             |                 |                 |

| Etnična sestava po popisu iz leta 2002 | Etnična sestava po popisu iz leta 2002 | Etnična sestava po popisu iz leta 2002 | Etnična sestava po popisu iz leta 2002 | Etnična sestava po popisu iz leta 2002 |
| -------------------------------------- | -------------------------------------- | -------------------------------------- | -------------------------------------- | -------------------------------------- |
| Bošnjaki                               | Bošnjaki                               |                                        | 312                                    | 95,70%                                 |
| Srbi                                   | Srbi                                   |                                        | 13                                     | 3,98%                                  |
| Muslimani                              | Muslimani                              |                                        | 1                                      | 0,30%                                  |
| Neznano                                | Neznano                                |                                        | 0                                      | 0,0%                                   |